# Loạn Tô Tuấn
Loạn Tô Tuấn (chữ Hán: 蘇峻之亂, Tô Tuấn chi loạn), gọi đầy đủ là loạn Tô Tuấn, Tổ Ước (chữ Hán: 蘇峻, 祖約之亂, Tô Tuấn, Tổ Ước chi loạn) nổ ra vào năm Hàm Hòa thứ 2 (327) đời Đông Tấn, do Lịch Dương nội sử Tô Tuấn phát động, liên kết với Trấn tây tướng quân Tổ Ước, đến năm thứ 4 (329) mới kết thúc.

## Diễn biến

### Dữu Lượng lầm lỡ
Mùa xuân năm Hàm Hòa thứ 2 (327), Dữu Lượng muốn gọi Tô Tuấn về triều, không ai dám nói gì, một mình Biện Khổn tranh luận rằng: binh lực của Tuấn cường thịnh; Lịch Dương (nhiệm sở của Tuấn)  cách chỉ Kiến Khang một con sông, đi lại không đến một ngày đường. Lượng không nghe. Khổn bèn gởi thư nhắn Giang Châu thứ sử Ôn Kiệu làm ngoại viện, Kiệu gởi thư về can ngăn, cho rằng triều đình không chống nổi Tuấn, Lượng vẫn không nghe.
Nghe tin Tô Tuấn từ chối về triều, Ôn Kiệu muốn đưa quân quay về bảo vệ Kiến Khang, các quận Tam Ngô 1 cũng muốn dấy quân cần vương. Lượng đều không nghe, còn gởi thư cho Kiệu rằng: "Ta lo mặt tây (Nguyên văn: tây thùy 2), hơn là Lịch Dương, anh không được qua khỏi Lôi Trì  dù chỉ một bước."
Sau khi Tô Tuấn kháng mệnh, Thượng thư tả thừa Khổng Thản, Tư đồ tư mã  Đào Hồi kiến nghị với Vương Đạo: "Nhân lúc Tuấn chưa đến, gấp chặn ngang Phụ Lăng , giữ các nơi thuộc Giang Tây như cửa Đương Lợi  3, hắn ít ta nhiều, một trận là xong. Vào lúc Tuấn chưa về, còn có thể đến bức thành trì của hắn. Bây giờ không ra tay, Tuấn ắt đến trước. Tuấn đến thì lòng người sợ hãi, khó mà chiến đấu. Cơ hội này không thể bỏ lỡ!" Đạo đồng ý, nhưng Dữu Lượng lại không nghe. Tháng 12, Cô Thục thất thủ, Lượng mới hối hận.
Tháng 2 năm thứ 3 (328), Tuấn đã vượt sông, Đào Hồi nói với Dữu Lượng: "Tuấn cho rằng Thạch Đầu là trọng địa quân sự, không dám xâm phạm, ắt nhắm hướng Tiểu Đan Dương, theo Nam đạo mà đến; nên phục binh đón đánh của hắn, một trận thì có thể bắt được!" Lượng không nghe. Quả nhiên Tuấn theo đường ấy, gặp nhiều trắc trở, Lượng nghe tin, lại hối hận.

### Tổ Ước hưởng ứng
Tuấn biết Tổ Ước oán triều đình, bèn sai tham quân Từ Hội mời Ước làm chủ, cùng đánh dẹp Dữu Lượng. Ước mừng lắm, các cháu là Tổ Trí, Tổ Diễn khuyên Ước làm theo. Tiếu Quốc nội sử Hoàn Tuyên can Trí không được, đến gặp Ước, cũng không được gặp, bèn tuyệt giao với Ước. Trong khi Ước đi Lịch Dương, Tuyên đưa quân đến đóng trại ở núi Mã Đầu.
Tháng 11 năm Hàm Hòa thứ 2 (327), Ước sai con trai của Tổ Địch là Bái nội sử Tổ Hoán, em vợ của Tổ Địch là Hoài Nam thái thú Hứa Liễu đưa quân đến hội họp với Tuấn. Vợ của Tổ Địch cũng là chị của Liễu cố can, Ước không nghe.

### Triều đình phòng bị
Dữu Lượng lấy Biện Khổn làm Thượng thư lệnh, lãnh Hữu vệ tướng quân, lấy Cối Kê nội sử Vương Thư 4 coi việc Dương Châu thứ sử. Ngô Hưng thái thú Ngu Đàm làm Đốc quân sự của các quận Tam Ngô.
Nghe tin Cô Thục thất thủ, triều đình cho giới nghiêm Kinh sư, lấy Dữu Lượng làm Giả tiết, Đô đốc chinh thảo chư quân sự, lấy Tả vệ tướng quân Triệu Dận làm Lịch Dương thái thú, sai Tả tướng quân Tư Mã Lưu đưa quân giữ Từ Hồ để chống lại Tuấn; lấy Xạ Thanh hiệu úy (tiền nhiệm) Lưu Siêu làm Tả vệ tướng quân, Thị trung Trử Sáp giữ chức Chinh thảo quân sự. Em Lượng là Dữu Dực được Bạch y lãnh chức, đưa mấy trăm người đi phòng bị Thạch Đầu.
Tuyên Thành nội sử Hoàn Di khởi binh cần vương, đóng quân ở Vu Hồ. Hàn Hoảng phá được, nhân đó tiến đánh huyện Tuyên Thành 5. Di lui về giữ Quảng Đức. Hoảng cướp bóc các huyện rồi lui về. Từ Châu thứ sử Si Giám muốn lãnh quân cần vương, Dữu Lượng lấy cớ ông ta phải phòng bị phương bắc, không cho.
Tháng giêng năm thứ 3 (328), quân cần vương của Ôn Kiệu về đến Tầm Dương.

### Tô Tuấn tấn công
Tháng 12 năm Hàm Hòa thứ 2 (327), Tô Tuấn sai bộ tướng là bọn Hàn Hoảng, Trương Kiện tập kích chiếm được Cô Thục , lấy được gạo, muối 6.
Hàn Hoảng tập kích Tư Mã Lưu ở Từ Hồ. Lưu sợ đến phát run, vào lúc sắp giao chiến, ăn chả nướng cũng không biết miệng của mình ở đâu. Lưu thua trận bị giết.
Tô Tuấn soái bọn Tổ Hoán, Hứa Liễu đưa 2 vạn quân vượt sông từ bến Hoành Giang, lên bờ ở Ngưu Chử, tiến quân đến Lăng Khẩu 7, liên tiếp đánh bại đài quân.
Tháng 2 năm thứ 3 (328), Tuấn đến núi Phúc Chu thuộc Tưởng Lăng 8, đi qua Tiểu Đan Dương 9, bị lạc, lại thêm trời tối, nhờ tìm được cư dân địa phương dẫn đường mới có thể tiếp tục tiến lên. Trong khoảng thời gian này, phản quân chẳng còn hàng ngũ, trận thế gì cả!

### Kinh thành thất thủ
Triều đình lấy Biện Khổn làm Đô đốc đại hành đông chư quân sự, cùng Thị trung Chung Nhã soái bọn Quách Mặc, Triệu Dận đưa quân giao chiến với Tuấn ở Tây Lăng 10, bọn Khổn đại bại, tử thương mấy ngàn người.
Tô Tuấn tấn công Thanh Khê sách, Biện Khổn soái các cánh quân chống cự, không thể địch nổi. Tuấn nương theo chiều gió phóng hỏa, đốt các cơ quan Đàì, Tỉnh 11 cùng Doanh, Tự, một lúc thì cháy sạch. Trên lưng Khổn có cái nhọt mới khỏi, vết thương còn chưa liền da, gắng sức soái tả hữu khổ chiến mà chết; hai con trai Chẩn, Hu ở phía sau cũng xông vào phản quân mà chết.
Đan Dương doãn Dương Mạn cầm quân giữ cửa Vân Long, cùng Hoàng môn thị lang Chu Đạo, Lư Giang thái thú Đào Chiêm đều tử trận. Dữu Lượng soái quân sắp sửa bày trận ở trong cửa Tuyên Dương, chưa xong, tướng sĩ đều bỏ khí giới tan chạy. Lượng cùng em trai Dịch, Điều, Dực cùng Quách Mặc, Triệu Dận chạy đến Tầm Dương, nương nhờ Ôn Kiệu.

### Quan dân kêu khóc
Phản quân vào Đài thành, tư đồ Vương Đạo gọi thị trung Trử Sáp đưa Tấn Thành đế ra khỏi Chánh điện. Sáp lập tức đi qua cửa nách vào cung, tự mình ẵm Đế lên điện trước Thái Cực. Đạo cùng Quang lộc đại phu Lục Diệp, Tuân Tung, Thượng thư Trương Khải đứng quanh Ngự sàng che cho Đế, lấy Lưu Siêu làm Hữu vệ tướng quân, sai cùng Chung Nhã, Trử Sáp đứng 2 bên tả hữu, Thái thường Khổng Du mặc triều phục giữ Thần miếu. Khi ấy bá quan tan chạy, cung điện tiêu điều, Tuấn đưa quân xông vào, nạt Sáp đi xuống. Sáp đứng yên tại chỗ, kêu lớn: "Tô Quan quân 12 đến gần Chí tôn, quân nhân sao được phép làm vậy!." Vì thế Tuấn không dám lên điện.
Nhưng phản quân xông vào hậu cung, từ cung nhân cho đến những kẻ ở bên cạnh Thái hậu đều bị cướp bóc, cưỡng bức. Tuấn bắt bớ bá quan đi lao dịch, đánh đập không chừa ai, lệnh cho họ khuân vác lên núi Tưởng 13. Lại lột sạch quần áo của mọi người, khiến năm nữ đều phải kết cỏ che thân, không còn cỏ thì lấy bùn đất đắp lên; tiếng kêu khóc vang dội khắp nơi.
Khi ấy trong kho có 20 vạn xúc vải, 5000 cân vàng bạc, ức vạn (1 tỷ) tiền, mấy vạn xúc lụa, số lượng này tuy được nói quá lên, nhưng đều bị Tuấn lấy sạch; chỉ còn lại mấy thạch gạo để nấu cơm cho Đế.
Tuấn làm chiếu đại xá, chỉ không tha cho anh em Dữu Lượng. Cho Vương Đạo giữ nguyên quan chức. Lấy Tổ Ước làm Thị trung, Thái úy, Thượng thư lệnh; Tuấn tự làm Phiếu kị tướng quân, Lục thượng thư sự; Hứa Liễu làm Đan Dương doãn, Mã Hùng làm Tả vệ tướng quân, Tổ Hoán làm Kiêu kị tướng quân. Dặc Dương vương Tư Mã Dạng đến ca ngợi công lao của Tuấn, được khôi phục làm Tây Dương vương, Thái tể, Lục thượng thư sự 14.
Tuấn điều quân tấn công Ngô Quốc nội sử Dữu Băng, Băng bỏ quận 15 chạy đến Cối Kê. Tuấn lấy Thị trung Thái Mô làm Ngô nội sử.

### Đào Khản cần vương
Dữu Lượng đến Tầm Dương tuyên chiếu của Thái hậu, phong quan chức cho Ôn Kiệu, Si Giám. Kiệu không nhận, lại tỏ ra đại lượng, tuy Dữu Lượng thua chạy, vẫn chu cấp đầy đủ, chia quân phát lương.
Tháng 3 năm thứ 3 (328), Tô Tuấn dời về phía nam đóng đồn ở Vu Hồ.
Tháng 4, Dữu Lượng, Ôn Kiệu sắp dấy binh dẹp Tô Tuấn, nhường nhau làm minh chủ. Em họ của Kiệu là Ôn Sung 16 đề cử Đào Khản. Kiệu bèn sai Đốc hộ Vương Khiên Kỳ đến Kinh Châu, yêu cầu Khản cùng đi cứu nước. Khản vẫn còn hận vì không được dự vào hàng ngũ Cố mệnh đại thần, tìm cớ từ chối. Kiệu nhiều lần sai sứ đi lại, theo lời khuyên của Mao Bảo, dốc lòng bày tỏ thành ý, Khản mới nhận lời, sai Đốc hộ Cung Đăng đưa quân đến chỗ Kiệu. Kiệu làm chiếu thư, kê tên của Khản trên cả Dữu Lượng và mình, kể tội Tô Tuấn, Tổ Ước, cáo khắp các trấn.
Đào Khản sai người đuổi theo gọi Cung Đăng trở về. Ôn Kiệu lại gởi thư cho Khản, lời lẽ khẩn thiết, còn dùng cái chết của con Khản là Đào Chiêm để khích động. Vương Khiên Kỳ cũng góp lời, Khản mới tự mình lãnh quân cần vương, tang lễ của Chiêm chưa xong đã lên đường, đêm ngày không nghỉ.
Si Giám ở Quảng Lăng nhận được chiếu thư, lập tức lãnh quân cần vương; giữa đường sai bọn Hạ Hầu Trường đến nói với Ôn Kiệu rằng: "Có tin đồn giặc muốn đưa Thiên tử về Cối Kê; nên trước hết lập doanh lũy, đóng giữ những nơi yếu hại, để phòng ngừa bọn chúng xổng ra, lại cắt đứt đường vận lương của giặc 17, rồi sau đó ‘vườn không nhà trống’ để đợi giặc. Giặc đánh thành không được, cũng không có chỗ để cướp bóc, đường về miền đông (Nguyên văn: Đông đạo) bị ngăn trở, ắt tự tan rã vậy!"

### Tam Ngô dấy binh
Khi trước Tô Tuấn sai Thượng thư Trương Khải làm Quyền đốc đông quân, Tư đồ Vương Đạo ngầm dùng chiếu lệnh của Thái hậu kêu gọi quan lại Tam Ngô dấy nghĩa binh cứu thiên tử. Cối Kê nội sử Vương Thư lấy Dữu Băng làm Hành Phấn vũ tướng quân, sai Băng đưa 1 vạn quân vượt sông tây tiến đến Chiết Giang. Vì thế bọn Ngô Hưng thái thú Ngu Đàm, Ngô Quốc nội sử Thái Mô, Nghĩa Hưng thái thú (tiền nhiệm) Cố Chúng đều cất binh hưởng ứng. Mô trả lại quận cho Dữu Băng.
Tô Tuấn nghe tin, sai bộ tướng là bọn Quản Thương, Trương Kiện, Hoằng Huy chống lại, cùng bọn Ngu Đàm giao chiến, có thắng có thua, chưa đem lại kết quả.

### Đối trận Thạch Đầu
Tô Tuấn nghe tin phương tây (chỉ Kinh Châu của Đào Khản) dấy binh, dùng kế của tham quân Giả Ninh, từ Cô Thục về giữ Thạch Đầu, chia quân chống lại bọn Khản. Khi xưa Dữu Lượng vì muốn đề phòng Tô Tuấn, cho sửa sang thành Thạch Đầu , nay Tuấn lại dựa nơi này chống lại quân cần vương.
Tô Tuấn bức Đế dời đến Thạch Đầu, Vương Đạo cố ngăn không được. Hôm ấy trời mưa lớn, đường sá lầy lội, Lưu Siêu, Chung Nhã theo hầu bên cạnh Đế, không chịu cưỡi ngựa mà Tuấn cấp cho, để tỏ sự bất bình. Tuấn ghét lắm, nhưng chưa dám giết họ, đành bố trí bộ hạ thân tín giám sát thật chặt chẽ; sai Tả quang lộc đại phu Lục Diệp lưu thủ Đài thành, bức bách tất cả cư dân vào ở Hậu Uyển; sai Khuông Thuật giữ Uyển Thành.
Tháng 5, Đào Khản soái quân đến Tầm Dương, cùng Dữu Lượng, Ôn Kiệu cùng tiến về Kiến Khang. Binh sĩ có 4 vạn, cờ xí hơn 700 dặm, tiếng chiêng trống vang khắp xa gần.
Quân đội của Đào Khản, Ôn Kiệu ở Gia Tử Phổ. Khản lấy Vương Thư làm Giám Chiết Đông quân sự, Ngu Đàm làm Giám Chiết Tây quân sự, đều chịu sự chỉ huy của Si Giám. Giám soái quân vượt sông, hội họp với bọn Khản ở Gia Tử Phổ. Ung Châu thứ sử Ngụy Cai cũng đưa quân đến đấy.
Liên quân nhằm thẳng Thạch Đầu, tiến đến Thái Châu. Khản lập đồn ở Tra Phổ 18, Kiệu lập đồn ở Sa Môn Phổ. Tuấn lên lầu phong hỏa, nhìn quân liên quân rất nhiều, có vẻ sợ, nói: "Tôi vốn biết Ôn Kiệu rất được lòng người mà!"

### Đôi bên giằng co
Dữu Lượng sai Đốc hộ Vương Chương lừa đồng đảng của Tuấn là Trương Diệu, ngược lại còn bị đánh bại. Lượng đưa cờ tiết đến nhận lỗi với Khản.
Khi nghe tin kinh thành thất thủ, Tuyên Thành nội sử Hoàn Di dời từ Quảng Đức về đồn trú ở huyện Kính. Trong khi các địa phương xung quanh đều đã đầu hàng Tô Tuấn, Di vẫn khẳng khái chống lại, sai Du Túng giữ Lan Thạch (đông bắc huyện Kính). Đến nay Tuấn sai Hàn Hoảng phá Lan Thạch, Túng tận lực mà chết, Hoảng tiến đánh Di. Tháng 6, thành vỡ, Hoảng bắt được Di, giết đi.
Buổi đầu liên quân đến Thạch Đầu, lập tức muốn quyết chiến, Đào Khản nói: "Quân giặc đang mạnh, khó lòng đánh nổi, nên kéo dài thời gian, tìm kế mà phá." Nhưng mọi người không nghe, thành ra nhiều lần tấn công không có kết quả. Bộ tướng của Si Giám là Lý Căn (Nguyên văn: Giám quân bộ tướng Lý Căn) xin lập lũy Bạch Thạch 19, Khản nghe theo, trong đêm tiến hành, đến sáng thì xong. Nghe tiếng trống của phản quân ra vẻ muốn tấn công, các tướng lo sợ. Khổng Thản nói: "Không đâu! Nếu Tuấn đánh lũy, ắt đợi gió đông bắc nổi lớn, khiến thủy quân ta không thể đến cứu; nay trời trong xanh, giặc ắt không đến. Sở dĩ đánh tiếng, ắt điều quân ra Giang Thừa , cướp lấy Kinh Khẩu về phía đông đấy." Quả nhiên như vậy. Khản sai Dữu Lượng đưa 2000 người giữ Bạch Thạch, Tuấn soái hơn vạn bộ kỵ 4 mặt tấn công nhưng không hạ được.
Bọn Vương Thư, Ngu Đàm mấy lần giao chiến với phản quân đều thất bại. Khổng Thản đề nghị lấy Si Giám giữ mặt đông, nên Đào Khản lệnh cho Giám cùng Hậu tướng quân Quách Mặc về giữ Kinh Khẩu, lập 3 lũy Đại Nghiệp, Khúc A, Trang Đình để chia binh lực của Tô Tuấn, sai Quách Mặc giữ Đại Nghiệp.

### Tổ Ước thất bại
Tháng 5 năm thứ 3 (328), tướng của Ôn Kiệu là Mao Bảo tập kích tư mã của Tổ Ước là Hoàn Phủ, lấy được lương thực mà Tô Tuấn gởi cho Ước, giết hơn vạn tên địch. Ước do vậy mà bị đói kém, Kiệu lấy Bảo làm Lư Giang thái thú.
Tổ Ước sai Tổ Hoán, Hoàn Phủ tập kích Bồn Khẩu (nơi này thuộc Tầm Dương, căn cứ của Ôn Kiệu), Đào Khản sai Mao Bảo đi cứu. Giữa đường, Hoán, Phủ tấn công Tiếu Quốc nội sử Hoàn Tuyên ở núi Mã Đầu. Bảo đến cứu Tuyên, trước thua sau thắng, Hoán, Phủ bỏ trốn, Tuyên theo về với Ôn Kiệu. Bảo tấn công quân đội của Tổ Ước ở Đông Quan, nhổ được đồn thú Hợp Phì; gặp lúc Kiệu triệu hồi, nên quay về Thạch Đầu.
Các tướng của Tổ Ước ngầm thông mưu với Hậu Triệu, nhận làm nội ứng. Tướng Triệu là Thạch Thông, Thạch Kham đưa quân vượt sông Hoài, đánh Thọ Xuân. Tháng 7, quân đội của Ước tan rã, Ước chạy về Lịch Dương.
Tâm phúc của Tô Tuấn là bọn Lộ Vĩnh, Khuông Thuật, Giả Ninh nghe tin Tổ Ước thất bại, khuyên Tuấn giết bọn đại thần Vương Đạo. Tuấn kính trọng Đạo, không cho. Vĩnh sinh ra hai lòng, Đạo sai tham quân Viên Đam (chắt của Viên Hoán đời Tam Quốc, phụng sự Tào Tháo) ngầm dụ Vĩnh quy thuận. Tháng 9, Đạo đem theo hai con cùng Vĩnh chạy đến Bạch Thạch.

## Kết quả

### Tô Tuấn tử trận
Đôi bên giằng co lâu ngày, Tô Tuấn chia quân cướp bóc khắp nơi, không ai địch nổi, lòng người sợ hãi. Ôn Kiệu tuy lớn tiếng quát mắng, đưa quân ra đánh thì cũng thua trận, đâm ra kiêng dè. Kiệu hết lương, đến mượn Đào Khản. Khản nổi giận, trách Kiệu làm trái lời giao ước binh lương tự túc khi mới hội quân, đòi lui về Kinh Châu. Kiệu lấy đại nghĩa can ngăn, nhưng chỉ là lời suông. Mao Bảo xin đến gặp Khản, hiến kế đốt lương của Tô Tuấn. Khản thấy khả thi, bèn chia cho Kiệu 5 vạn thạch gạo, giữ Bảo ở lại làm Đốc hộ. Bảo đốt kho lương của Tô Tuấn ở 2 huyện Cú Dung, Hồ Thục. Tô Tuấn rơi vào cảnh đói kém, Khản không đi nữa.
Bọn Trương Kiện, Hàn Hoảng đánh Đại Nghiệp rất gấp. Trong lũy thiếu nước, người phải uống cả nước phân. Quách Mặc sợ, đột vây ra ngoài, để quân đội ở lại giữ lũy. Tham quân của Si Giám là Tào Nạp khuyên Giám lui về Quảng Lăng, ngày sau sẽ cất quân cần vương. Giám gọi tất cả bộ hạ đến, chém Nạp làm gương, lòng ngươi mới yên.
Đào Khản theo kế ‘vi Ngụy cứu Triệu’ của Trưởng sử Ân Tiện (anh của Ân Dung), vì quân Kinh Châu quen thủy chiến hơn bộ chiến, nên đánh gấp Thạch Đầu thay vì cứu Đại Nghiệp. Khản đưa thủy quân hướng về Thạch Đầu, Dữu Lượng, Ôn Kiệu, Triệu Dận lên bờ ở phía nam Bạch Thạch, khiêu chiến phản quân. Tô Tuấn đưa 8000 quân đón đánh, sai con trai Tô Thạc cùng bộ tướng Khuông Hiếu áp sát Triệu Dận, đánh bại cánh quân này. Tuấn đang úy lạo tướng sĩ, gặp lúc say rượu trông thấy Dận chạy trốn, nói: "Hiếu có thể phá giặc, ta lại không được sao!" Nhân đó cho mọi người nghỉ ngơi, đưa vài kỵ binh phá trận, nhưng chưa vào được, muốn quay về gò Bạch Mộc 20 thì ngựa bị vấp. Tướng của Khản là bọn Bành Thế, Lý Thiên lấy mâu mà ném, Tuấn nhào khỏi đầu ngựa, bị băm nát, đốt cả xương. Liên quân đều hô vạn tuế, phản quân tan vỡ.

### Giành lại Thạch Đầu
Hàn Hoảng nghe tin Tô Tuấn đã chết, kéo quân về giữ Thạch Đầu. Bọn Tư mã Nhiệm Nhượng lập Tô Dật, em của Tuấn, làm chủ, đóng chặt cửa thành cố thủ.
Tướng của Tô Tuấn là Quản Thương, Hoằng Huy đánh lũy Trang Đình, Đốc hộ Lý Hoành, Khinh xa trưởng sử Đằng Hàm phá được. Thương đầu hàng Dữu Lượng, còn lại đều về với Trương Kiện.
Tháng giêng năm thứ 4 (329), Quang lộc đại phu Lục Diệp cùng em trai là Thượng thư tả bộc xạ Lục Ngoạn thuyết phục được Khuông Thuật dâng Uyển Thành đầu hàng.
Hữu vệ tướng quân Lưu Siêu, Thị trung Chung Nhã cùng bọn Kiến Khang lệnh Quản Mô mưu tính đưa Đế ra với liên quân. Việc bị tiết lậu, Tô Dật sai Nhiệm Nhượng đem quân vào cùng bắt Siêu, Nhã. Đế ôm lấy họ mà khóc: "Trả thị trung, hữu vệ của ta!" Nhượng giật lấy hai người mà giết đi.
Tô Dật, Tô Thạc, Hàn Hoảng ra sức đánh Đài thành, bị Mao Bảo đẩy lui.
Tháng 2, liên quân tấn công Thạch Đầu, Kiến uy trưởng sử Đằng Hàm (được thăng chức) đánh bại Tô Dật. Tô Thạc đưa mấy trăm dũng sĩ vượt sông Hoài giao chiến, bị Ôn Kiệu chém chết. Bọn Hàn Hoảng sợ, muốn chạy về với Trương Kiện ở Khúc A, không mở được cửa, đợi đến đêm thì trèo qua, phản quân tử thương đến vài vạn. Liên quân bắt được Tô Dật, chém đi.
Bộ tướng của Đằng Hàm là Tào Cư ẵm Đế lên thuyền của Ôn Kiệu, quần thần dập đầu xin tha tội. Tây Dương vương Tư Mã Dạng và những người hưởng ứng Tô Tuấn bị giết. Đào Khản vì tình quen biết cũ, xin tha cho Nhiệm Nhượng, Đế nhớ oán cũ, sai đem chém.

### Quét sạch tàn dư
Trong lúc liên quân đánh Thạch Đầu, Quan quân tướng quân Triệu Dận sai bộ tướng Cam Miêu đánh Tổ Ước ở Lịch Dương. Ước đưa mấy trăm bộ hạ chạy sang Hậu Triệu, còn lại đều ra hàng.
Sau khi phản quân mất Thạch Đầu, Trương Kiện ngờ bọn Hoằng Huy hai lòng, đều giết đi. Kiện đưa thủy quân từ huyện Duyên Lăng muốn vào Ngô Hưng. Dương liệt tướng quân Vương Doãn Chi cùng quân đội các nơi ở Ngô Hưng đánh bại phản quân, bắt hơn vạn nam, nữ.
Kiện lại cùng bọn Hàn Hoảng, Mã Hùng chạy về phía tây nhắm đến huyện Cố Chướng. Si Giám sai Lý Hoành đuổi theo, bắt kịp ở núi Bình Lăng , vây đánh rất gấp. Hoảng xuống núi giao chiến, bắn chết rất nhiều quan quân, hết tên mới bị giết. Bọn Kiệu đầu hàng, đều bị bêu đầu. Loạn Tô Tuấn, Tổ Ước đến đây kết thúc.

## Ảnh hưởng
Sau loạn, kinh thành hoang tàn, người vật điêu linh, mọi người đổ lỗi cho Dữu Lượng. Vì thế Lượng xin ra ngoài để hiệu lực, được trấn thủ Vu Hồ làm Dự Châu thứ sử. Nhưng Lượng là ngoại thích, tuy ở ngoài vẫn có thể khống chế triều đình, khiến Phụ chánh đại thần Vương Đạo không an lòng. Mâu thuẫn giữa hai sĩ tộc lớn Vương, Dữu ngày càng sâu sắc, hơn 10 năm sau đó, Lượng nhiều lần tìm cách phế trừ Đạo, bởi Si Giám phản đối mà tránh được một trường tranh đấu trong nội bộ chính quyền Đông Tấn.
Từ khi Đông Tấn dựng nước, nội loạn nổ ra ở thượng du, triều đình chỉ nhờ vào sự giúp đỡ của Hoài Âm, Hợp Phì, nếu có gì bất trắc, Kiến Khang rơi vào cảnh ngộ nguy hiểm. Các quận ở miền đông là nguồn cung ứng duy nhất cho kinh thành, trong loạn Tô Tuấn, nhờ Si Giám giữ vững Kinh Khẩu, đảm bảo thắng lợi cuối cùng của liên quân. Si Giám dùng lưu dân ở Kinh Khẩu, Quảng Lăng xây dựng lực lượng có tác dụng vừa khống chế miền đông, vừa bảo vệ Kiến Khang, trở thành một nhân tố trọng yếu ổn định cục diện Giang Tả. Sau này Tạ Huyền tổ chức Bắc Phủ binh, Lưu Dụ kiến lập nhà Lưu Tống, bắt đầu từ lực lượng này.
Lưu dân được Tô Tuấn, Tổ Ước lãnh đạo làm loạn, đối với chính quyền sĩ tộc nhà Đông Tấn là một sự đả kích rất lớn, một bài học rất sâu sắc. Cho đến 70 năm sau, nội bộ chính quyền Đông Tấn nhiều lần nổ ra tranh đấu, nhưng không dám động đến binh đao, được yên ổn thêm một thời gian.

## Dật sự
Khi chạy khỏi Kiến Khang, Dữu Lượng chỉ có thuyền nhỏ. Phản quân đuổi đến, bộ hạ của Lượng vãi tên mà bắn, nào ngờ lại bắn trúng người lái thuyền. Thuyền chòng chành muốn lật, mọi người sợ hãi, Lượng ngồi yên, nói: "Thủ hạ thế này sao có thể đánh giặc được!" tất cả mới bình tâm trở lại.
Dữu Băng chạy khỏi Ngô Quận, đến Chiết Giang, Tuấn đuổi rất gấp, tên lính Ngô Linh Hạ đưa Băng vào thuyền, lấy chiếu trúc đắp lên, hò lớn mà chèo, ngược dòng mà đi. Mỗi lần gặp tuần canh, liền lấy gậy gõ thuyền nói: "Nơi nào tìm được Dữu Băng, Dữu Băng chính là ở đây!" Lính canh cho là người say, không nghi ngờ, Băng mới thoát được.
Dữu Lượng sai Vương Chương lừa Trương Diệu không xong, đến nỗi thua trận, phải xin lỗi chủ tướng liên quân là Đào Khản. Tư mã của Lượng là Ân Dung đến gặp Khản xin lỗi rằng: "Tướng quân làm việc này, không phải ý định của chúng tôi." Vương Chương đến nói: "Chương tự làm việc này, tướng quân không biết gì!" Khản nói: "Xưa Ân Dung làm quân tử, Vương Chương làm tiểu nhân; nay Vương Chương làm quân tử, Ân Dung làm tiểu nhân." 
Liên quân giành lại Thạch Đầu, Vương Đạo vào thành, dùng lại cờ tiết cũ 21. Đào Khản cười nói: "Cờ tiết của Tô Vũ vốn không như thế này!" Đạo lấy làm xấu hổ.

## Hồ Tam Tỉnh chú Tư trị thông giám
- Chú giải 1:  Nhà Hán đặt Ngô Quận, nhà Đông Ngô chia Ngô Quận để đặt thêm quận Ngô Hưng; nhà Tấn lại chia một phần Ngô Hưng, Đan Dương đặt quận Nghĩa Hưng, đây là Tam Ngô. Lịch Đạo Nguyên [12] chép: Người đời gọi Ngô Quận, Ngô Hưng, Cối Kê là Tam Ngô. Đỗ Hữu [13] chép: Trong khoảng thời gian đời Đông Tấn - Lưu Tống, lấy Ngô Quận, Ngô Hưng, Đan Dương làm Tam Ngô [14].
- Chú giải 2:  Tây thùy, chỉ Đào Khản.
- Chú giải 3:  Huyện Phụ Lăng, thuộc quận Hoài Nam. Tấn chí chép rằng: Phụ Lăng, thời Hán Minh đế chìm dưới Ma Hồ. Phụ Lăng dựa vào Ma Hồ [15] hiểm trở để giữ các cửa như Đương Lợi, ngăn quân đội của Tuấn không thể vượt sông.
- Chú giải 4:  Cối Kê <鄶稽, ban đầu viết là 會稽; Bính âm: kuài jī. Chữ 會 ở đây được phiên âm (翻) là 工 - 外 (công - ngoại) hay 古 - 外 (cổ - ngoại)>. Tấn thư – Vương Thư truyện chép rằng: Khi (Dữu Lượng) triệu Tô Tuấn, Vương Đạo muốn để Thư ra làm ngoại viện, cho thụ chức Cối Kê nội sử. Thư lấy cớ cha tên là Hội (會; Bính âm: huì), từ chối. Triều đình cho rằng chữ giống nhưng âm khác, không cần phải tránh. Thư nhất định xin đổi quận khác, vì thế triều đình cho đổi chữ 會 ra chữ 鄶.
- Chú giải 5:  Trị sở của quận Tuyên Thành là huyện Uyển Lăng [16]; trong quận còn có huyện Tuyên Thành [17].
- Chú giải 6:  Bến Lâm Giang thuộc Cô Thục, là nơi thuyền bè hội họp, nhà Tấn chứa gạo, muối ở đấy.
- Chú giải 7:  Núi Ngưu Chử, nay [18] ở 30 dặm về phía bắc huyện Đương Đồ, châu Thái Bình, dưới núi có cù lao đá (nguyên văn: ki), là nơi dùng làm bến đỗ thuyền [19], cùng bến Hoành Giang thuộc Hòa Châu đối diện nhau; Lăng Khẩu, nay ở đông bắc núi Ngưu Chử, tức là Đông Lăng Khẩu.
- Chú giải 8:  Lăng là gò đất, Tưởng Lăng là gò đất thuộc núi Tưởng. Núi Phúc Chu có hình dáng như chiếc thuyền lật úp (Chu: thuyền. Phúc: lật úp) [20].
- Chú giải 9:  Quận trị của quận Đan Dương nhà Hán là huyện Uyển Lăng. Năm Thái Khang thứ 2 (281) thời Tấn Vũ đế, chia (quận Đan Dương) làm 2 quận Đan Dương, Tuyên Thành. Quận trị của Tuyên Thành là Uyển Lăng, còn quận trị của Đan Dương dời đến Kiến Nghiệp. Kiến Nghiệp, vốn là Mạt Lăng đời Hán, nhà Đông Ngô đổi gọi là Kiến Nghiệp, nhà Tấn lại gọi là Mạt Lăng; đến năm Thái Khang thứ 3 (282), chia phần Mạt Lăng ở phía bắc sông Tần Hoài làm Kiến Nghiệp, sau vì kiêng húy Tấn Mẫn đế, đổi gọi là Kiến Khang. Sau khi Tấn Nguyên đế kiến lập nhà Đông Tấn, ở Kiến Khang đặt chức Đan Dương doãn, trị sở ở phía tây Đài thành, còn trị sở cũ của Đan Dương thái thú đặt huyện Mạt Lăng, tục gọi là Tiểu Đan Dương.
- Chú giải 10:  Tấn thư – Biện Khổn truyện chép: Tuấn đến Đông Lăng Khẩu, cùng Khổn giao chiến ở phía tây Lăng (Nguyên văn: Lăng tây), Tấn thư – Thành đế kỷ lại chép là Tây Lăng.
- Chú giải 11:  Đỗ Hữu chép: Tống, Tề có hiệu Tam đài, Ngũ tỉnh. Tam đài, cao hơn hẳn chức danh cũ đời Lưỡng Hán [21]; Ngũ tỉnh là Thượng thư tỉnh, Trung thư tỉnh, Môn hạ tỉnh, Bí thư tỉnh, Tập thư tỉnh.
- Chú giải 12:  Tô Tuấn khi trước nhờ công đánh dẹp Thẩm Sung, được tiến hiệu Quan quân tướng quân, nên Trử Sáp mới gọi như vậy.
- Chú giải 13:  Núi Tưởng, tức là núi Chung, nay [18] cách huyện Thượng Nguyên [22] về phía đông bắc 18 dặm. Dư địa chí <tác giả Cố Dã Vương (519 – 581)> chép rằng: Xưa gọi là núi Kim Lăng, nhân đó có tên huyện; lại có tên là núi Tưởng, là do cuối đời Hán, Mạt Lăng úy Tưởng Tử Văn dẹp giặc, tử trận ở đây, Ngô Đại đế (tức Tôn Quyền) vì vậy lập miếu, tổ của Tử Văn có húy là Chung, nên đổi gọi là núi Tưởng. Tôi (tức Hồ Tam Tỉnh) cho rằng tổ của Tôn Quyền cũng có húy là Chung, nên mới nhân đó đổi tên núi.
- Chú giải 14:  Tư Mã Dạng bị giáng tước vào năm Hàm Hòa đầu tiên (326) [7].
- Chú giải 15:  Thời ấy lấy Ngô Quận làm Ngô (Vương) Quốc, Thái thú làm Nội sử [23].
- Chú giải 16:  khảo dị được: Tấn Xuân Thu [24] chép là "anh họ", nay dựa theo Tấn thư – Ôn Kiệu truyện.
- Chú giải 17:  Lương thực ở Đô thành Kiến Khang nhà Đông Tấn đều trông vào Tam Ngô, nên (Si Giám) đòi trước tiên cắt đứt Đông đạo. Loạn Vương Đôn, loạn Tô Tuấn nổ ra, mưu lược khôi phục phần nhiều là của Si Giám.
- Chú giải 18:  Thái Châu (cù lao) ở bờ tây Thạch Đầu; Tra Phổ (bến sông) ở nam Trường Giang, nhìn thẳng vào cửa sông Tần Hoài.
- Chú giải 19:  Bấy giờ các tướng đồng minh không có người nào có chức vụ là Giám quân sự, ý riêng (Hồ Tam Tỉnh) cho rằng Lý Căn là bộ tướng của Si Giám. Sách sử bỏ qua chữ "Si" gây ra lầm lẫn. Lũy Bạch Thạch ở đông bắc Thạch Đầu, hình thế hiểm trở. Đỗ Hữu chép: Làng Bạch Thạch ở phía tây Đài thành…
- Chú giải 20:  gò Bạch Mộc ở phía đông Đông Lăng.
- Chú giải 21:  Đạo từ lúc dẹp Vương Đôn được làm Giả tiết; ông vào lúc chạy khỏi Thạch Đầu, phải bỏ lại.